# Idylle (Elgar)
Idylle è un brano per violino e pianoforte composto da Edward Elgar nel 1884, come la sua Opus 4, n. 1. Aggiunse al titolo l'ulteriore descrizione Esquisse Façile. È stata la prima opera pubblicata da Elgar.

## Storia
È dedicato a "Miss E. E., Inverness" e pubblicato per la prima volta da Beare & Son nel 1885. John Beare era il cognato dell'amico di Elgar, il dottor Charles Buck.
Elgar era un giovane scapolo di 27 anni quando incontrò la "Miss E. E." della dedica mentre era in vacanza in Scozia nell'estate del 1884. È da notare che condivideva le sue iniziali. Registrò quattro incontri con lei in un diario, ma non rivelò il suo nome: il primo incontro fu su una barca sul lago per Oban e l'ultimo incontro fu a Inverness, con fiori da lui prima di un ultimo addio. Il lavoro fu composto quando tornò a casa dalle vacanze. Sembra appropriato e può essere significativo che la musica contenga il ritmo scozzese alla fine del tema principale.
Il lavoro fu successivamente pubblicato da Ashdown nel 1910.

## Arrangiamenti
Idylle è stato arrangiato per orchestra da Henry Geehl. Fu anche predisposto un arrangiamento per violoncello e organo.